# Søren Bundgaard
Søren Bundgaard, född 4 mars 1956 i Glostrup, är en dansk singer-songwriter och musikproducent som bland annat är känd för att utgöra ena halvan av popduon Hot Eyes.
Bundgaard växte upp i Svinninge utanför Odsherred. Familjen var musikalisk och han började spela gitarr då han var sex år gammal. Några år senare började han även spela piano och bildade bandet Trubadurix tillsammans med några skolkamrater. Bland influenserna fanns tidens stjärnor som Cream, Jimi Hendrix och Gasolin. Bundgaard studerade på den matematiska linjen med musikalisk inriktning på Kalundborg Gymnasium och avlade studentexamen 1975. Trubadurix ombildades till en dansorkester under namnet Hokus Pokus och man bestämde sig för att ta in en sångerska. En annons i den lokala tidningen och en audition resulterade i att Kirsten Siggaard blev en del av bandet.
Efter studentexamen studerade Bundgaard musikvetenskap på Köpenhamns universitet. Med några av de nya kamraterna bildade han fusionsbandet Panorama, med vilken han uppträdde på några av Köpenhamns mer ansedda jazzscener, däribland Montmartre. Tillsammans med trumslagaren från Hokus Pokus bildade Bundgaard inspelningsstudion Bell Music i Svinninge. Detta resulterade i att fyra singlar med Hokus Pokus gavs ut genom skivbolaget Starbox, samt att Bundgaard blev keyboardist i bandet Sir Henry and his Butlers. Det var här som han inspirerades till att komponera egna låtar och gjorde debut som kompositör i Dansk Melodi Grand Prix (DMGP) 1983 med låten Og livet går, som framfördes av Kirsten Siggaard. Året efter bildade han duon Hot Eyes med Siggaard och återvände till DMGP med låten Det lige det. De vann och fick representera Danmark i Eurovision Song Contest (ESC), som hölls i Luxemburg. De hamnade här på en fjärdeplats med 101 poäng.
Deltagandet i DMGP blev startskottet för en framgångsrik musikkarriär för duon. De återvände till DMGP 1985 och vann med låten Sku' du spørg' fra no'en, som hamnade på en 11:e plats med 41 poäng i ESC i Göteborg. De återkom till DMGP 1986 och 1987 med låtarna Sig det som det er respektive Farvel og tak, men lyckades inte vinna. Vinsten kom i DMGP 1988 med låten Ka' du se hva' jeg sa'e, vilken slutade på en hedersam tredjeplats med 92 poäng i ESC i Dublin. Efter turné under sommaren 1989 upplöstes duon. Bundgaard komponerade låten Vi maler byen rød, vilken framfördes av Birthe Kjær i ESC 1989.
Bundgaard har sedan 1985 drivit inspelningsstudion SB Studio, vilken numera ägs av CMC Records, och har varit producent för bland andra Olsen Brothers, Birthe Kjær, Kanis, The Lollipops, Red Squares och Torben Lendager.